# Nakasongola
Nakasongola is de hoofdplaats van het district Nakasongola in Centraal-Oeganda.
Nakasongola telde in 2002 bij de volkstelling 6590 inwoners.